# Jevgenij Salachov
Jevgenij Salachov (ryska: Евгений Александрович Салахов), född den 25 januari 1979 i Jekaterinburg, Ryssland, är en rysk kanotist.
Han tog bland annat VM-silver i K-1 4 x 200 meter stafett i samband med sprintvärldsmästerskapen i kanotsport 2011 i Szeged.